# محله بالا (علیا)
محله بالا یا کوی علیا یکی از محله‌های شمالی شهر کازرون است.این محله بیش از ۱۰۰۰ سال قدمت داشته و بزرگ‌ترین محله شهر کـازرون است.نام پیشین آن راهبان بوده‌است.این محله از شمال به کوه و دشت و تنگ تیکاب، از جنوب به محله‌های بازار و کوزه گران، از غرب به سپاه پاسداران و محله چهابی و از شرق به بهشت زهرا و دشت‌های اطراف محدود است.

## خیابان‌ها
- قدمگاه
- امین الدین
- شهیدان خسروی
- شهید براتی
- بهار آزادی
- علـامه دوانی
- جمهوری اسلامی
- شهید ماندنی پور
- نبوت
- شقایق
- لاله
- لادن
- رعنا
- نرگس
- فروردین
- امام رضا (ع)
- شهید پهلوانی
- شهیدان دیده ور
- شهیدان پیرویان
- کوهنورد
- رجایی
- شهید حمیدی
- طالقانی
- باهنر

## میادین
- جمهوری اسلامی
- هنر
- علامه دوانی
- بسیج
- امام رضا (ع)
- امین الدین
- رجایی
- کوهنورد

## منبع
ناصردیوان کازرونی به روایت اسناد، پژوهش موسی مطهری زاده، مجموعه آثار فارس پژوهی ۷، انتشارات کازرونیه، چاپ نخست ۱۳۸۲، صفحه ۱۲